# جاك إيغان
جاك إيغان (بالإنجليزية: Jack Egan)‏ (27 مايو 1878 – 15 مارس 1950) هو ملاكم أمريكي راحل، مثّل بلاده في الألعاب الأولمبية الصيفية 1904.

## روابط خارجية
جاك إيغان على موقع اللجنة الأولمبية الدولية (الإنجليزية)
- جاك إيغان على موقع أوليمبيديا (الإنجليزية)